# Rachid Ghezzal
Pour les articles homonymes, voir Ghezzal.
Rachid Ghezzal est né le 9 mai 1992 à Décines-Charpieu, est un footballeur international algérien, qui évolue au poste de milieu offensif.
Il est le frère cadet d'Abdelkader Ghezzal, lui aussi footballeur international algérien.

## Biographie

### Débuts
Il est issu d'une famille originaire de Hennaya, dans la wilaya de Tlemcen.
Rachid Ghezzal commence sa carrière avec les équipes de jeunes du FC Vaulx-en-Velin. Il rejoint le centre de formation de l'Olympique lyonnais à l'âge de 12 ans.

### Olympique lyonnais (2012-2017)
Il joue son premier match en pro le 4 octobre 2012, lors d'une rencontre de Ligue Europa face au club israélien de Kiryat Shmona. Lors de ce match, il dispute 62 minutes de jeu, avant de sortir sur blessure.
Rachid Ghezzal joue son premier match en Ligue 1 le 21 octobre 2012, à l'occasion d'une rencontre face au Stade brestois. Il remplace Bafétimbi Gomis à la 77e minute de jeu. Le 11 décembre, il est titularisé pour la première fois en championnat face au FC Sochaux.
En janvier 2013, à la suite du départ de Michel Bastos, Rachid Ghezzal se retrouve le seul ailier gauche de l'effectif. Le 3 février 2013, il délivre face à Ajaccio sa première passe décisive en championnat. Le 24 février, lors de la 26e journée de Ligue 1, Ghezzal inscrit son premier but en pro contre Lorient, contribuant à la victoire de l'Olympique lyonnais (3-1).
À la suite du recrutement de Gaël Danic, mais surtout à la suite d'une blessure au dos qui l'écarte presque un an des terrains, Rachid Ghezzal ne va faire aucune apparition durant la saison 2013-2014.
Peu utilisé par Hubert Fournier lors la phase aller de la saison 2015-2016, Rachid Ghezzal bénéficie de la confiance du nouvel entraîneur Bruno Génésio, arrivé en cours d'hiver, pour la seconde moitié de saison. Il est repositionné sur l'aile droite de l'attaque lyonnaise dans un profil de « faux-pied » (gaucher jouant sur le côté droit). Profitant de la blessure de Nabil Fékir et de la méforme de Mathieu Valbuena, Ghezzal enchaîne les titularisations et compose un trio d'attaquants très efficace avec Maxwel Cornet et Alexandre Lacazette. Pour l'inauguration du Stade des Lumières, il inscrit un but contre Troyes (4-1) le 9 janvier 2016. Il inscrit aussi le but du 2-0 dans le tout premier derby de l'histoire au Parc OL, le 2 octobre 2016.

### AS Monaco (2017-2018)
Le 7 août 2017, il s'engage pour quatre ans avec l'AS Monaco à la fin de son contrat avec l'OL un mois plus tôt, après avoir refusé de prolonger son contrat. Lors de son premier match contre Metz, il délivre une passe décisive pour le seul but du match signé Radamel Falcao. Le 22 septembre 2017, il inscrit son premier but sous ses nouvelles couleurs.

### Leicester City (2018-2021)
Le 5 août 2018, Ghezzal signe dans le club de Leicester City pour quatre ans et pour la somme de 14 millions d'euros avec un bonus d'un million d’euros.

#### Prêt à l'ACF Fiorentina (2019-2020)
Le 2 septembre 2019, il est prêté une saison à la Fiorentina avec une option d'achat de 10 millions d'euros.
Ses performances avec la Viola sont mitigées et l'option n'est donc pas levée. Ghezzal retourne à Leicester à la fin de la saison.

#### Prêt à Beşiktaş (2020-2021)
En octobre 2020, Leicester décide de prêter Rachid Ghezzal au club turc de Beşiktaş JK. Le prêt doit durer une saison et ne comporte pas d'option d'achat,.
Ce prêt est bien plus concluant que le précédent et voit Ghezzal devenir un élément clé de sa nouvelle équipe. S'il a avant tout un rôle de passeur, inscrit plusieurs buts dont notamment un magnifique face à Erzurumspor le 11 avril 2021 (victoire 4-2).
Ghezzal délivre dix-huit passes décisives en championnat, et au total dix-neuf toutes compétitions confondues, plus neuf réalisations, le tout en trente-six rencontres. Cette saison est très convaincante pour lui d'un point de vue statistique : depuis ses débuts en professionnels, il comptait, avant son prêt à Beşiktaş, vingt buts et vingt-et-une passes décisives en 210 matchs. À la suite de l'exercice, Ghezzal est reçu par le dirigeant de la Turquie Recep Tayyip Erdoğan, et est honoré pour ses excellentes performances.

### Beşiktaş (2021-2024)
Il s'installe définitivement en Turquie. L'ailier algérien signe un contrat de trois ans (jusqu'en juin 2024) avec les stambouliotes contre une indemnité estimée à trois millions d'euros et un de bonus.
Le 11 décembre 2023, il est exclu du club en raison de « mauvaises performances et d’incompatibilités au sein de l’équipe, » aux côtés de quatre autres coéquipiers (Vincent Aboubakar, Valentin Rosier, Éric Bailly et Jean Onana).

### Parcours en équipe nationale
Possédant la double nationalité franco-algérienne, il explique en mars 2013 vouloir représenter son pays d'origine l'Algérie, comme son frère Abdelkader. Néanmoins, quelques mois plus tard, il participe avec la France au Tournoi de Toulon, avant de choisir définitivement l'Algérie.
Début mars, il est dans la liste des joueurs de l'équipe nationale d'Algérie de Christian Gourcuff, pour le stage à Doha en mars 2015.
Le 26 mars 2015, il honore sa première sélection face au Qatar.
Le 25 mars 2016, il marque son premier but en sélection face à l'Éthiopie, à l'occasion d'une impressionnante victoire des siens sur le score de 7 buts à 1.

## Vie privée
Rachid Ghezzal s'est marié le 23 décembre 2016 avec une femme de la région lyonnaise, à Saint-Priest,.

## Statistiques

### En club
| Saison                | Club                    | Championnat           | Championnat | Championnat | Championnat | Coupe nationale | Coupe nationale | Coupe nationale | Coupe de la Ligue | Coupe de la Ligue | Coupe de la Ligue | Supercoupe | Supercoupe | Supercoupe | Compétition(s) continentale(s) | Compétition(s) continentale(s) | Compétition(s) continentale(s) | Compétition(s) continentale(s) | Total | Total | Total |
| Saison                | Club                    | Division              | M.          | B.          | P.d.        | M.              | B.              | P.d.            | M.                | B.                | P.d.              | M.         | B.         | P.d.       | Comp.                          | M.                             | B.                             | P.d.                           | M.    | B.    | P.d.  |
| 2009-2010             | Olympique lyonnais rés. | CFA                   | 6           | 0           | -           | -               | -               | -               | -                 | -                 | -                 | -          | -          | -          | -                              | -                              | -                              | -                              | 6     | 0     | 0     |
| 2010-2011             | Olympique lyonnais rés. | CFA                   | 14          | 4           | -           | -               | -               | -               | -                 | -                 | -                 | -          | -          | -          | -                              | -                              | -                              | -                              | 14    | 4     | 0     |
| 2011-2012             | Olympique lyonnais rés. | CFA                   | 21          | 4           | -           | -               | -               | -               | -                 | -                 | -                 | -          | -          | -          | -                              | -                              | -                              | -                              | 21    | 4     | 0     |
| 2012-2013             | Olympique lyonnais rés. | CFA                   | 6           | 0           | -           | -               | -               | -               | -                 | -                 | -                 | -          | -          | -          | -                              | -                              | -                              | -                              | 6     | 0     | 0     |
| 2013-2014             | Olympique lyonnais rés. | CFA                   | 10          | 1           | -           | -               | -               | -               | -                 | -                 | -                 | -          | -          | -          | -                              | -                              | -                              | -                              | 10    | 1     | 0     |
| 2014-2015             | Olympique lyonnais rés. | CFA                   | 1           | 0           | -           | -               | -               | -               | -                 | -                 | -                 | -          | -          | -          | -                              | -                              | -                              | -                              | 1     | 0     | 0     |
| 2015-2016             | Olympique lyonnais rés. | CFA                   | 1           | 1           | -           | -               | -               | -               | -                 | -                 | -                 | -          | -          | -          | -                              | -                              | -                              | -                              | 1     | 1     | 0     |
| 2016-2017             | Olympique lyonnais rés. | CFA                   | 1           | 1           | -           | -               | -               | -               | -                 | -                 | -                 | -          | -          | -          | -                              | -                              | -                              | -                              | 1     | 1     | 0     |
| Sous-total            | Sous-total              | Sous-total            | 60          | 11          | -           | -               | -               | -               | -                 | -                 | -                 | -          | -          | -          | -                              | -                              | -                              | -                              | 60    | 11    | 0     |
| 2012-2013             | Olympique lyonnais      | Ligue 1               | 14          | 1           | 1           | 1               | 0               | 0               | 1                 | 0                 | 0                 | -          | -          | -          | C3                             | 4                              | 0                              | 0                              | 20    | 1     | 1     |
| 2013-2014             | Olympique lyonnais      | Ligue 1               | 0           | 0           | 0           | -               | -               | -               | -                 | -                 | -                 | -          | -          | -          | C3                             | 0                              | 0                              | 0                              | 0     | 0     | 0     |
| 2014-2015             | Olympique lyonnais      | Ligue 1               | 18          | 0           | 2           | 2               | 0               | 0               | 1                 | 0                 | 0                 | -          | -          | -          | C3                             | 2                              | 0                              | 0                              | 23    | 0     | 2     |
| 2015-2016             | Olympique lyonnais      | Ligue 1               | 29          | 8           | 8           | 2               | 2               | 0               | 2                 | 0                 | 0                 | 1          | 0          | 0          | C1                             | 4                              | 0                              | 1                              | 38    | 10    | 9     |
| 2016-2017             | Olympique lyonnais      | Ligue 1               | 26          | 2           | 2           | 1               | 0               | 0               | -                 | -                 | -                 | -          | -          | -          | C1+C3                          | 5+6                            | 0+1                            | 1+1                            | 38    | 3     | 4     |
| Sous-total            | Sous-total              | Sous-total            | 87          | 11          | 13          | 6               | 2               | 0               | 4                 | 0                 | 0                 | 1          | 0          | 0          | -                              | 21                             | 1                              | 3                              | 119   | 14    | 16    |
| 2017-2018             | AS Monaco               | Ligue 1               | 26          | 2           | 4           | 2               | 0               | 0               | 3                 | 0                 | 0                 | -          | -          | -          | C1                             | 4                              | 0                              | 0                              | 35    | 2     | 4     |
| 2018-2019             | Leicester City          | Premier League        | 19          | 1           | 0           | 1               | 1               | 0               | 3                 | 1                 | 0                 | -          | -          | -          | -                              | -                              | -                              | -                              | 23    | 3     | 0     |
| 2019-2020             | ACF Fiorentina (prêt)   | Serie A               | 19          | 1           | 0           | 2               | 0               | 1               | -                 | -                 | -                 | -          | -          | -          | -                              | -                              | -                              | -                              | 21    | 1     | 1     |
| 2020-2021             | Beşiktaş (prêt)         | Süper Lig             | 31          | 8           | 17          | 4               | 0               | 1               | -                 | -                 | -                 | -          | -          | -          | -                              | -                              | -                              | -                              | 35    | 8     | 18    |
| 2021-2022             | Beşiktaş                | Süper Lig             | 35          | 4           | 7           | 3               | 0               | 0               | -                 | -                 | -                 | -          | -          | -          | C1                             | 5                              | 1                              | 0                              | 43    | 5     | 7     |
| 2022-2023             | Beşiktaş                | Süper Lig             | 11          | 2           | 3           | -               | -               | -               | -                 | -                 | -                 | -          | -          | -          | -                              | -                              | -                              | -                              | 11    | 2     | 3     |
| 2023-2024             | Beşiktaş                | Süper Lig             | 27          | 1           | 3           | 5               | 1               | 0               | -                 | -                 | -                 | -          | -          | -          | C4                             | 2                              | 0                              | 1                              | 34    | 2     | 4     |
| Sous-total            | Sous-total              | Sous-total            | 104         | 15          | 30          | 12              | 1               | 1               | -                 | -                 | -                 | -          | -          | -          | -                              | 7                              | 1                              | 1                              | 123   | 17    | 32    |
| 2024-2025             | Çaykur Rizespor         | Süper Lig             | 23          | 4           | 2           | 2               | 0               | 0               | -                 | -                 | -                 | -          | -          | -          | -                              | -                              | -                              | -                              | 25    | 4     | 2     |
| Total sur la carrière | Total sur la carrière   | Total sur la carrière | 338         | 45          | 49          | 25              | 4               | 1               | 10                | 1                 | 0                 | 1          | 0          | 0          | -                              | 32                             | 2                              | 4                              | 406   | 52    | 54    |

### En sélection nationale
| Saison                | Sélection             | Phases finales        | Phases finales | Phases finales | Phases finales | Éliminatoires CDM | Éliminatoires CDM | Éliminatoires CDM | Éliminatoires CAN | Éliminatoires CAN | Éliminatoires CAN | Matchs amicaux | Matchs amicaux | Matchs amicaux | Total | Total | Total |
| Saison                | Sélection             | Compétition           | M              | B              | Pd             | M                 | B                 | Pd                | M                 | B                 | Pd                | M              | B              | Pd             | M     | B     | Pd    |
| --------------------- | --------------------- | --------------------- | -------------- | -------------- | -------------- | ----------------- | ----------------- | ----------------- | ----------------- | ----------------- | ----------------- | -------------- | -------------- | -------------- | ----- | ----- | ----- |
| 2014-2015             | Algérie               | -                     | -              | -              | -              | -                 | -                 | -                 | -                 | -                 | -                 | 2              | 0              | 0              | 2     | 0     | 0     |
| 2015-2016             | Algérie               | -                     | -              | -              | -              | 1                 | 0                 | 1                 | 3                 | 1                 | 0                 | -              | -              | -              | 4     | 1     | 1     |
| 2016-2017             | Algérie               | CAN 2017              | 3              | 0              | 1              | 1                 | 0                 | 0                 | -                 | -                 | -                 | 1              | 0              | 0              | 5     | 0     | 1     |
| 2017-2018             | Algérie               | -                     | -              | -              | -              | 2                 | 0                 | 0                 | -                 | -                 | -                 | -              | -              | -              | 2     | 0     | 0     |
| 2018-2019             | Algérie               | -                     | -              | -              | -              | -                 | -                 | -                 | 3                 | 0                 | 0                 | -              | -              | -              | 3     | 0     | 0     |
| 2020-2021             | Algérie               | -                     | -              | -              | -              | -                 | -                 | -                 | 1                 | 1                 | 1                 | 2              | 0              | 0              | 3     | 1     | 1     |
| 2021-2022             | Algérie               | -                     | -              | -              | -              | 1                 | 0                 | 1                 | 1                 | 0                 | 0                 | 1              | 0              | 0              | 3     | 0     | 1     |
| Total sur la carrière | Total sur la carrière | Total sur la carrière | 3              | 0              | 1              | 5                 | 0                 | 2                 | 8                 | 2                 | 1                 | 6              | 0              | 0              | 22    | 2     | 4     |

### Matchs internationaux
Le tableau suivant liste les rencontres de l'équipe d'Algérie dans lesquelles Rachid Ghezzal a été sélectionné depuis le 26 mars 2015 jusqu'à présent.

## Palmarès

### En club
| Olympique lyonnais                                                                      | AS Monaco                                                                   | Beşiktaş JK (3)                                                                         |
| --------------------------------------------------------------------------------------- | --------------------------------------------------------------------------- | --------------------------------------------------------------------------------------- |
| - Ligue 1 : - Vice-champion : 2015 et 2016 - Trophée des champions : - Finaliste : 2015 | - Ligue 1 : - Vice-champion : 2018 - Coupe de la Ligue : - Finaliste : 2018 | - Süper Lig (1) : - Champion : 2021 - Coupe de Turquie (2) : - Vainqueur : 2021 et 2024 |

## Distinctions personnelles
- Élu meilleur joueur du mois du Süper Lig en avril 2021 [34]

- Élu meilleur passeur du Süper Lig avec 17 passes décisives 2020/2021.
- (Transfermarkt) meilleur joueur de la  Süper Lig saison 2020-2021[35],[36]